# John Marvin Jones

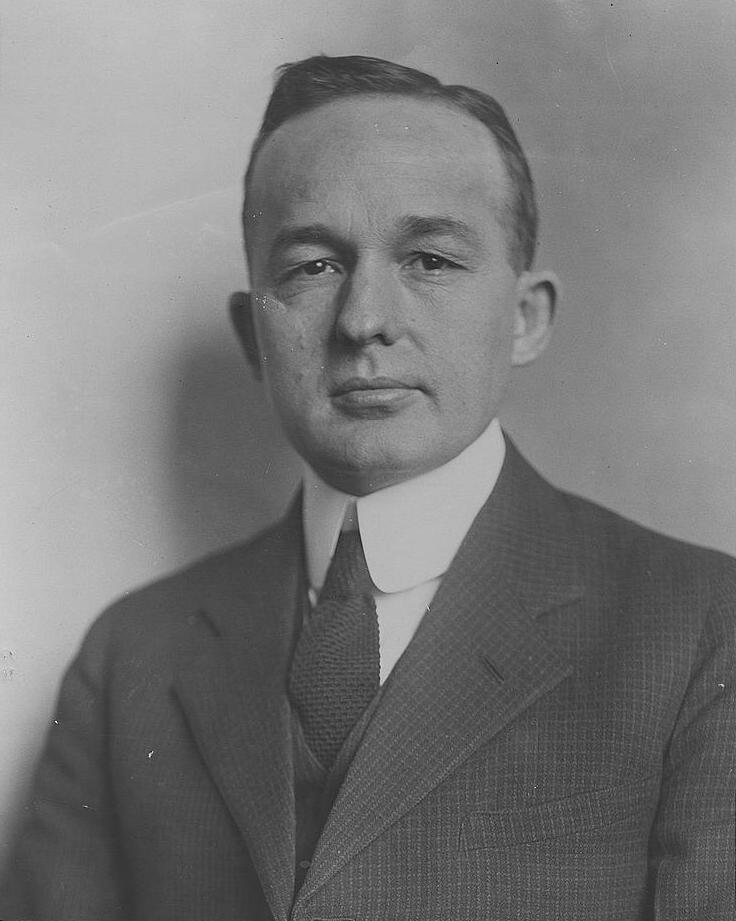
John Marvin Jones

John Marvin Jones (* 26. Februar 1882 bei Valley View, Cooke County, Texas; † 4. März 1976 in Amarillo, Potter County, Texas) war ein US-amerikanischer Jurist und Politiker. Zwischen 1917 und 1940 vertrat er den Bundesstaat Texas im US-Repräsentantenhaus; danach wurde er Bundesrichter.

## Werdegang
John Jones besuchte die öffentlichen Schulen seiner Heimat und danach bis 1902 das John B. Denton College. Anschließend studierte er bis 1905 an der Southwestern University in Georgetown. Nach einem Jurastudium an der University of Texas in Austin und seiner 1907 erfolgten Zulassung als Rechtsanwalt begann er in Amarillo in diesem Beruf zu arbeiten. Im Jahr 1913 wurde er Mitglied des Board of Legal Examiners im siebten Gerichtsbezirk seines Staates. Gleichzeitig schlug er als Mitglied der Demokratischen Partei eine politische Laufbahn ein. Er wurde Mitglied der Bundeswahlkommission seiner Partei für die Kongresswahlen (Democratic Congressional Campaign Committee).
Bei den Kongresswahlen des Jahres 1916 wurde Jones im 13. Wahlbezirk von Texas in das US-Repräsentantenhaus in Washington, D.C. gewählt, wo er am 4. März 1917 die Nachfolge von John Hall Stephens antrat. Nach elf Wiederwahlen konnte er bis zu seinem Rücktritt am 20. November 1940 im Kongress verbleiben. Trotz seiner Zugehörigkeit zum Kongress diente Jones während des Ersten Weltkrieges im Panzerkorps der United States Army. Seit 1919 vertrat er im Kongress den 18. Distrikt seines Staates. Ab dem Jahr 1931 war er Vorsitzender des Landwirtschaftsausschusses. Seit 1933 wurden die meisten der New-Deal-Gesetze der Bundesregierung unter Präsident Franklin D. Roosevelt im Kongress verabschiedet. In seine Zeit als Kongressabgeordneter fiel auch die Ratifizierung des 18., des 19., des 20. und des 21. Verfassungszusatzes.
Jones legte sein Abgeordnetenmandat am 20. November 1940 nieder, nachdem er von Präsident Roosevelt als Nachfolger des verstorbenen Thomas Sutler Williams zum Bundesrichter am United States Court of Claims ernannt worden war. Während des Zweiten Weltkrieges unterbrach Jones seine Richtertätigkeit. Zwischen 1943 und 1945 war er Mitglied der Wirtschaftsstabilitätsbehörde und Administrator der Bundesbehörde zur Lebensmittelverwaltung (War Food Administration). Danach setzte er bis 1964 seine Richtertätigkeit fort. Auch nach seinem offiziellen Ruhestand blieb Jones juristisch aktiv. Im Jahr 1965 beriet er die Obersten Staatsgerichte von Mississippi und Louisiana. Danach war er Senior Judge, ein Richter im Ruhestand, der bei Bedarf reaktiviert werden konnte. John Jones starb am 4. März 1976 in Amarillo.